# Barnagölen (Södra Unnaryds socken, Småland)
Barnagölen är en sjö i Hylte kommun i Småland och ingår i Lagans huvudavrinningsområde.